# Evidências independentes das missões lunares

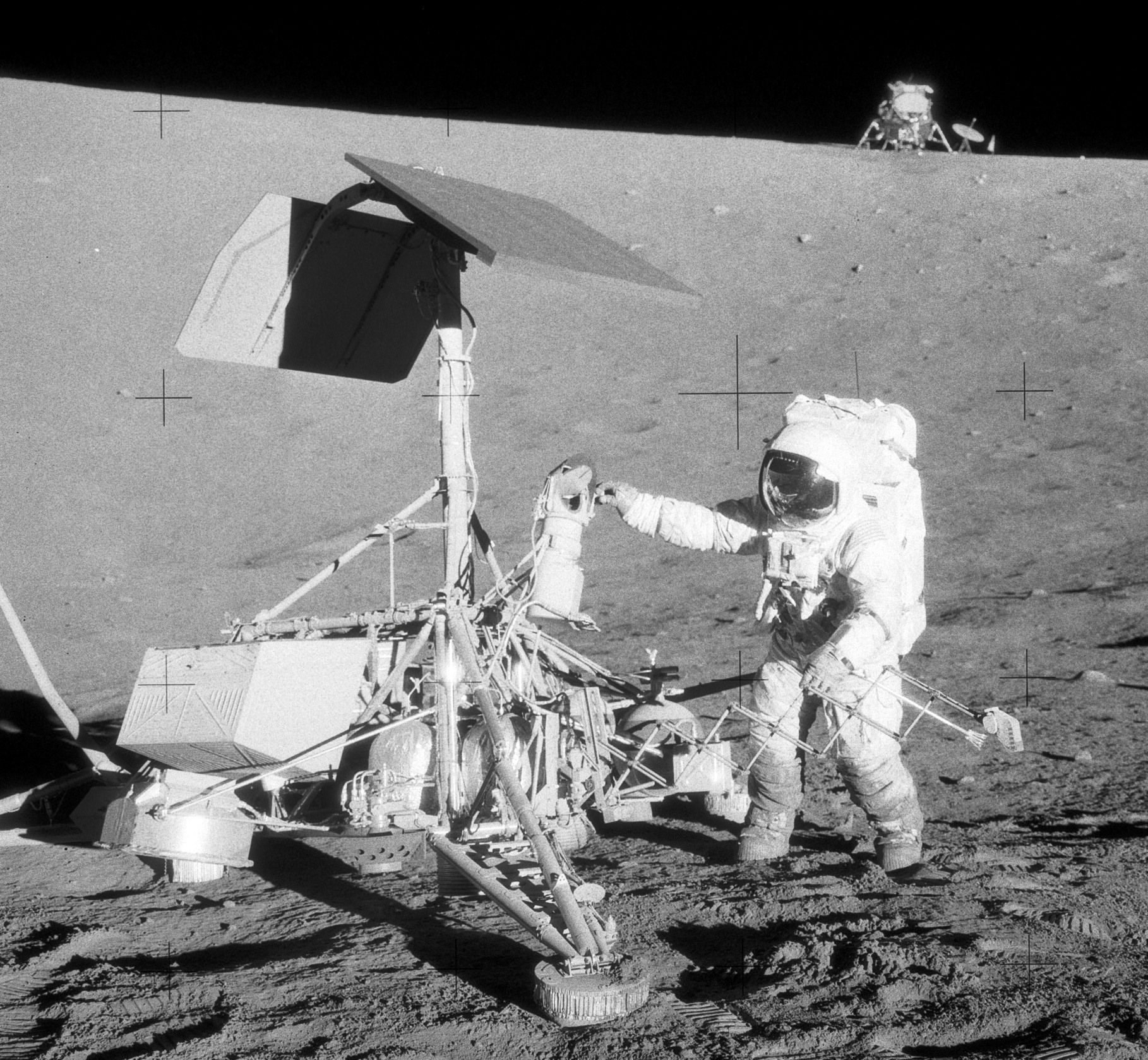
O astronauta Pete Conrad da Apollo 12 com a sonda não-tripulada Surveyor 3, que pousou na Lua em 1967. Partes da Surveyor foram trazidas de volta para a Terra pela Apollo 12. A câmera (próxima à mão direita de Conrad) está em exposição no Museu do Ar e Espaço.

Evidências independentes das missões lunares são evidências ou análises de evidências feitas por grupos exteriores à NASA ou ao governo dos EUA, que demonstram que a NASA de fato conduziu pousos lunares tripulados. Uma das razões para este trabalho é responder às acusações de falsificação nas alunissagens do Programa Apollo, mostrando que existem grupos, outros que a NASA e o governo dos EUA, que chegaram à conclusão, através da análise de evidências, que os pousos tripulados na Lua realmente aconteceram como a NASA alega.

## Existência e idade das rochas lunares
Um total de 382 quilogramas  de rochas lunares e poeira lunar foram coletadas durante as missões Apollo 11, 12, 14, 15, 16 e 17. Cerca de 10 kg foram destruídos durante centenas de experiências executadas tanto por pesquisadores da NASA quanto cientistas planetários em institutos de pesquisa não afiliados à NASA. Estas experiências confirmaram a idade e origem das rochas como sendo luar e foram usadas para identificar posteriormente meteoritos coletados na Antártida.  As rochas lunares tem idade que varia até 4,5 bilhões de anos, 700 milhões de anos mais velhas que as mais velhas rochas terrestres, que são do fim do período Hadeano, 3,8 bilhões de anos atrás. As rochas tem composição bastante semelhante às amostras retornadas pelo programa Luna soviético. Uma rocha trazida pela Apollo 17 teve a idade determinada de forma bastante precisa como sendo 4,417 bilhões de anos, com uma margem de erro de mais ou menos 6 milhões de anos. O teste foi feito por um grupo de pesquisadores chefiados por Alexander Nemchin na Curtin University of Technology em Bentley, Austrália.

## Novas missões lunares

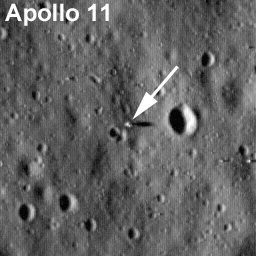
Imagem do local de pouso da Apollo 11, feito pela Lunar Reconnaissance Orbiter em 15 de julho de 2009.

A possibilidade de novas missões de exploração lunar localizando e fotografando os objetos deixados pelo programa Apollo na superfície da Lua já foi aventado várias vezes. Isto está acontecendo atualmente.
Um conjunto de imagens publicadas pela NASA em julho de 2009, feitas pela missão Lunar Reconnaissance Orbiter (LRO) mostra os aterrissadores lunares (incluindo o da Apollo 11) na superfície, equipamentos científicos, e, em um dos casos, uma linha de pegadas dos astronautas entre o aterrissador da Apollo 14 e os equipamentos científicos.

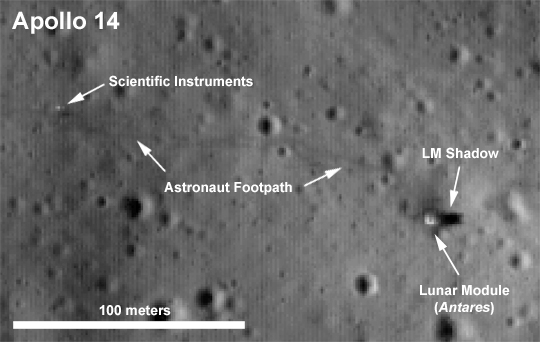
Local de pouso da Apollo 14, fotografado pela LRO.

Imagens mais nítidas serão feitas pela equipe da missão LRO quando o sistema se movimentar para uma órbita mais próxima da Lua, para poder usar a câmera de alta resolução.
O estágio de descida dos aterrissadores Apollo e o Apollo Lunar Surface Experiment Package (ALSEP) foram fotogrados pela câmera do Lunar Reconnaissance Orbiter em 2009. Fotografias com resolução maior serão feitas quando a órbita ficar mais baixa. Apesar desta sonda ser lançada pela NASA, a câmera e a interpretação das imagens está sob o controle de um grupo acadêmico, o LROC Science Operations Center na Universidade do Estado do Arizona, com conjunto com muitos outros grupos acadêmicos.

## Retrorefletores

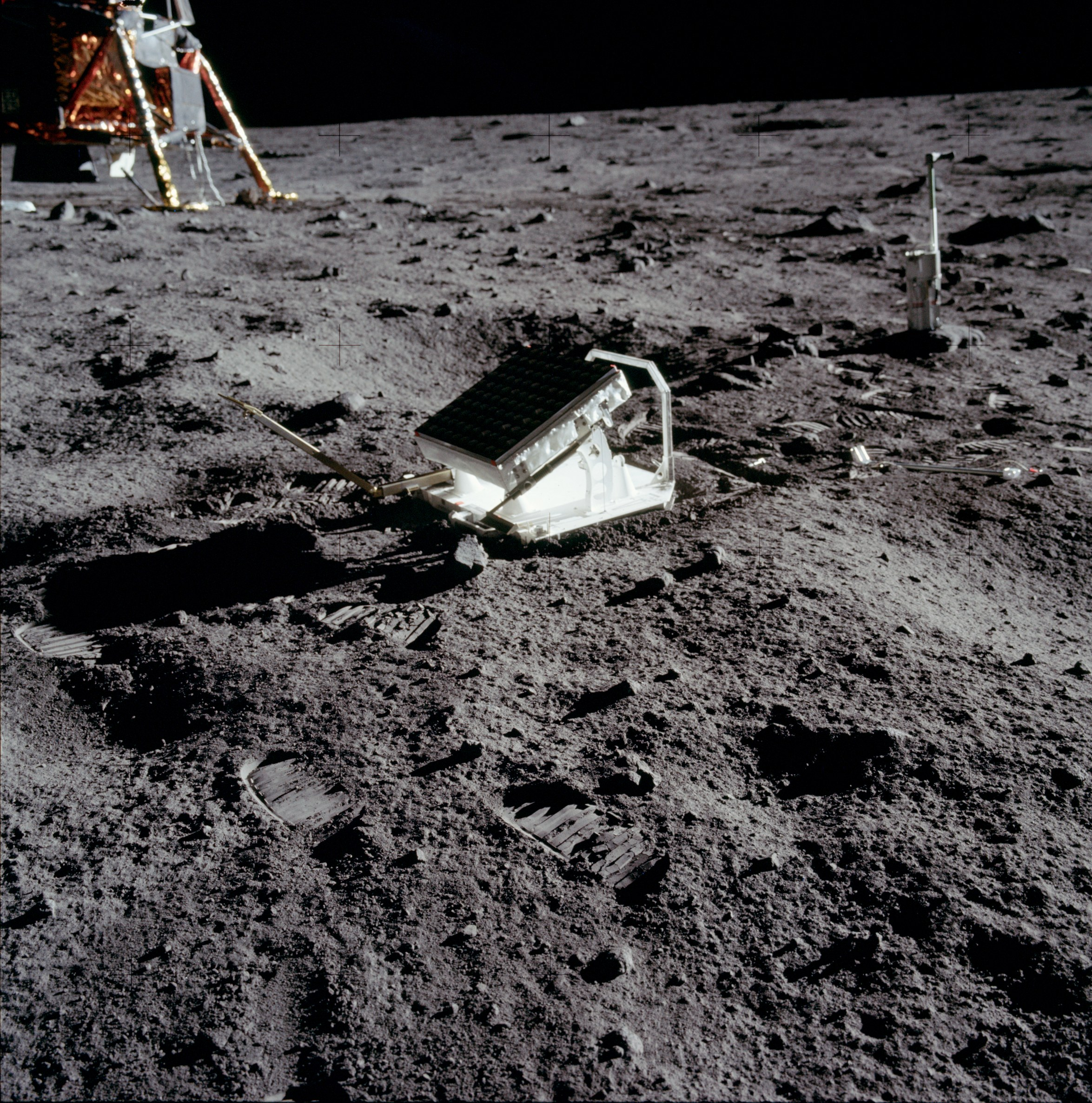
O Lunar Laser Ranging Experiment da Apollo 11 conforme foi deixado na Lua.

A presença de retrorefletores (espelhos usados como alvo para laser baseados em Terra) para o Lunar laser ranging experiment (Laser Ranging RetroReflector, LRRR) deixados na Lua são uma evidência dos pousos.

Parafraseando a biografia de Neil Armstrong escrita por James Hansen (First Man: The Life of Neil A. Armstrong): 
Para as poucas almas perdidas que ainda se agarram à crença que os pousos lunares nunca aconteceram, o exame dos resultados de quatro décadas de experimentos LRRR devem evidenciar quão alucinada é sua rejeição dos pousos na Lua.

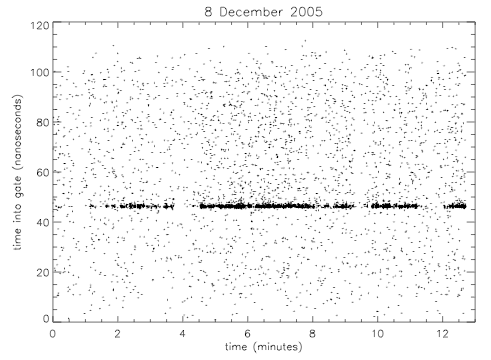
Estes dados mostram que existem objetos artificiais na Lua nos locais dos alegados pousos das Apollo. Credito: The APOLLO (Lunar Laser Ranging) Collaboration.

Os observatórios Côte d'Azur, McDonald, Apache Point, e Haleakala, independentes da NASA, tem usado regularmente o Apollo LRRR.  A imagem na esquerda mostra uma das evidências mais claras. Este experimento é feita por repetidos disparos laser na Lua, nos locais onde foram feitos os pousos das Apollo. Os pontos mostram quando são recebidos fótons da Lua. As linhas escuras mostram quando um grande número de fótons são recebidos da Lua. As linhas escuras mostram que um grande número retorna em um momento específico, e portanto foram refletidos por algo pequeno (com tamanho de cerca de um metro). Os fótons refletidos da superfície devem retornar em um intervalo bem maior de tempos (o intervalo todo do gráfico corresponde a 30 metros apenas em intervalo). Isto só acontece quando o laser é apontado para os locais em que foram feitos os pousos lunares, caso contrário só a observação sem nenhum aspecto notável é registrada. Os refletores das missões Apollo são usados até hoje.
Falando de forma estrita, apesar dos refletores serem uma forte evidência que objetos artificiais existem na Lua, e que suas posições são consistentes com as alegações da NASA, eles não provam que homens visitaram a Lua. Retrorefletores similares foram levados por missões não tripuladas como a Lunokhod 2, e como os refletores da Apollo, estes refletores também ainda estão em uso.

## Fotografias ultravioleta

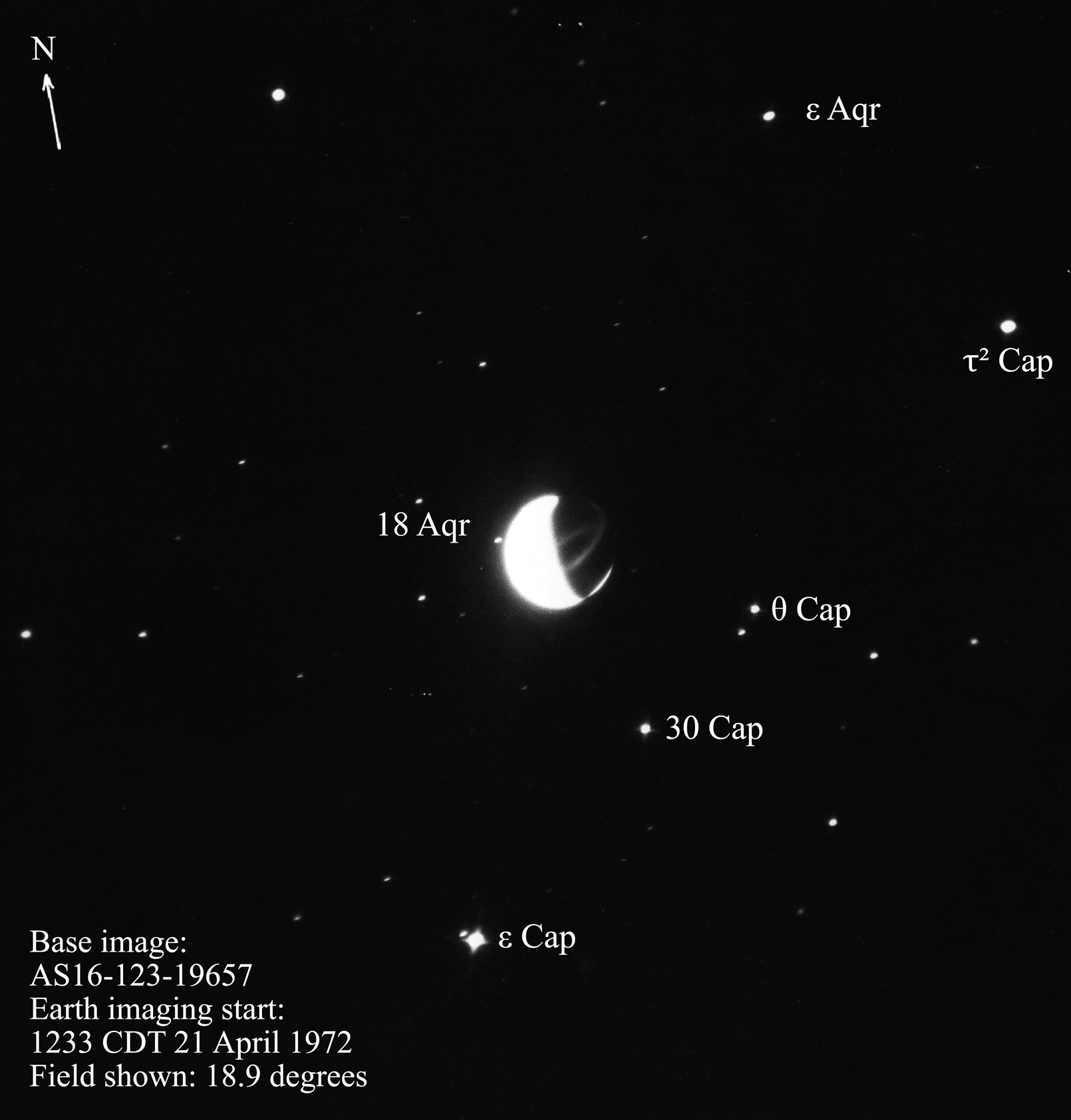
Foto de longa exposição feita na Lua pela Apollo 16 usando uma câmera ultravioleta especial. Ela mostra a Terra com o fundo de estrelas correto (algumas com nomes).

Fotos de longa exposição foram tiradas com uma câmera especial para ultravioleta pela Apollo 16 em 21 de abril de 1972, na superfície da Lua. (A segunda foto à direita mostra o nome de algumas estrelas). Algumas destas fotos mostram a Terra com as estrelas das constelações de Capricornus e Aquarius ao fundo. O satélite TD-1, de um consórcio belga/britânico/holandês escaneou o céu mais tarde em busca de estrelas brilhantes na faixa do ultravioleta. Os dados obtidos pelo TD-1 com a banda de passagem mais curta são bastante semelhantes com as fotos UV da Apollo 16.

## Fotografias da sonda SELENE
Em 2008, a sonda lunar SELENE da Japan Aerospace Exploration Agency (JAXA) obteve várias fotos mostrando evidências dos pousos lunares. À esquerda há uma foto feita na superfície lunar pelos astronautas da Apollo 15 em julho ou agosto de 1971. À direita há uma reconstrução 3-D de 2008 feita a partir das fotos da SELENE feitas na órbita da Lua pela câmera de terreno, com uma resolução de 10 metros. O relevo distante combina perfeitamente.

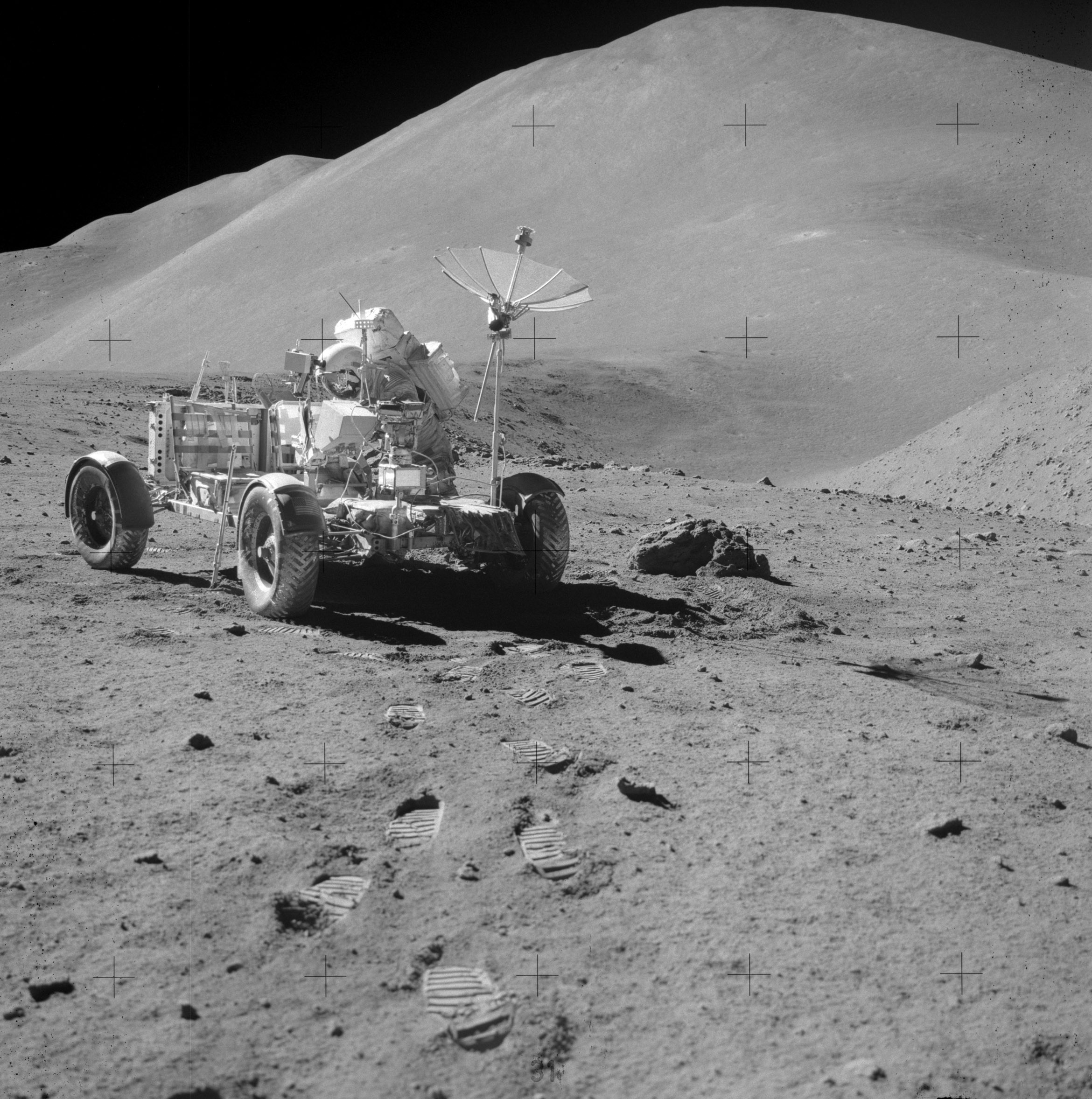
Apollo 15 rover
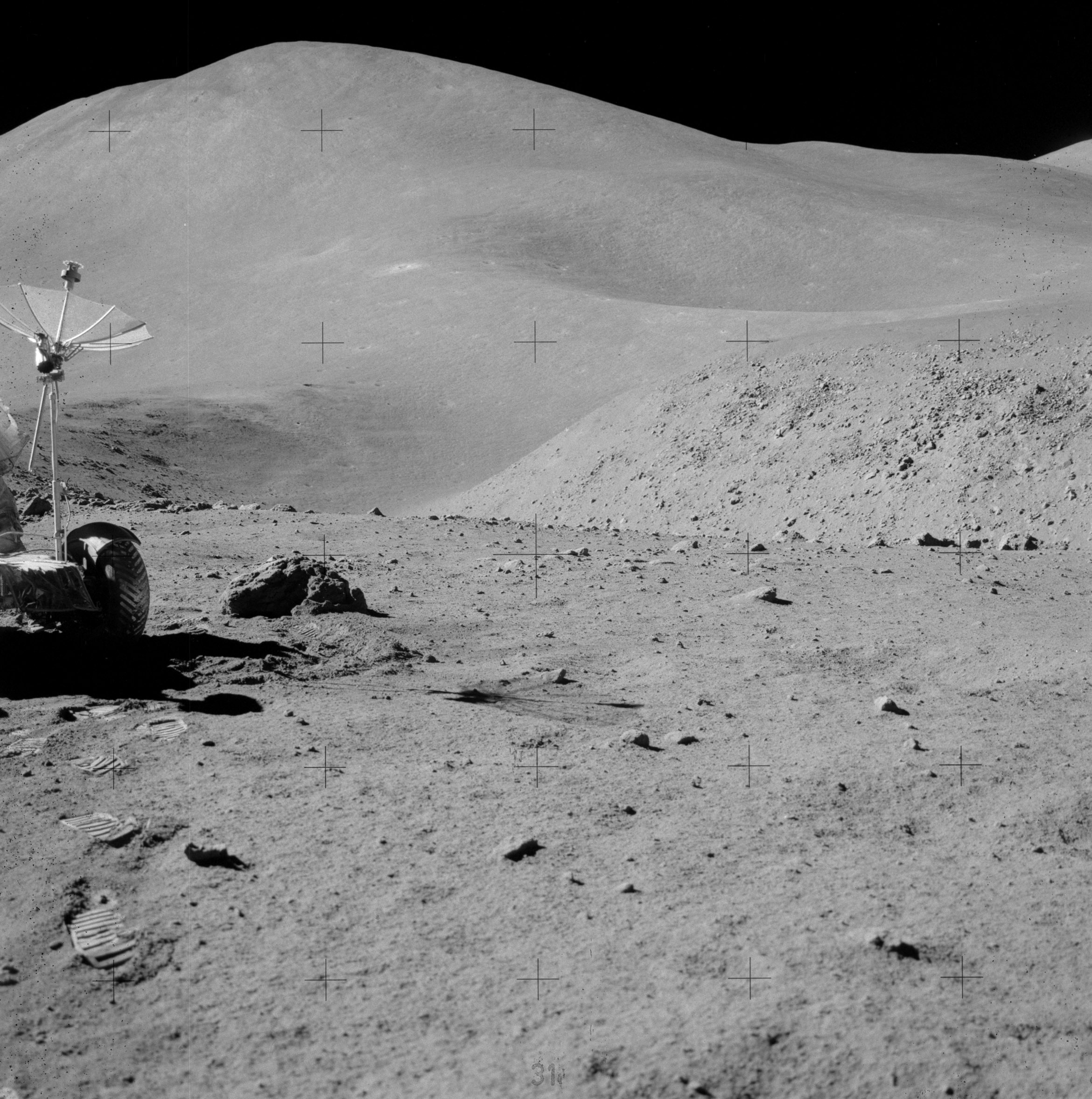
Apollo 15 photo
SELENE reconstructed photoSELENE reconstructed photo

Além disso, o halo na região de pouso da Apollo 15, gerado pelos motores do ML, foi fotografado e confirmado por análise comparativa das fotos em maio de 2008. Ela corresponde perfeitametne com as fotos feitas do Módulo de Comando da Apollo 15, mostrando uma mudança na refletividade do solo devido à exaustão de gases e é o primeiro traço visível dos pousos tripulados na Lua vistos do espaço desde o fim do Projeto Apollo.